# Sungai Selari
Sungai Selari is een bestuurslaag in het regentschap Bengkalis van de provincie Riau, Indonesië. Sungai Selari telt 3953 inwoners (volkstelling 2010).